# Округ Ниско
Округ Ниско (нем. Bezirk Nisko, Нисковский уезд, пол. Powiat niski) — административная единица коронной земли Королевства Галиции и Лодомерии в составе Австро-Венгрии, существовавшая в 1867—1918 годах. Административный центр — Ниско.
Площадь округа в 1879 году составляла 9,9613 квадратных миль (573,17 км2), а население 53 326 человек. Округ насчитывал 60 населённых пунктов, организованные в 41 кадастровых муниципалитета. На территории округа действовало 2 районных суда — в Ниске и Улянуве.
После Первой мировой войны округ вместе со всей Галицией отошёл к Польше.
В течение 1915 года уезд входил в состав Перемышльской губернии, образованной на занятой русскими войсками территории Австро-Венгрии.